# Rue Jean-Antoine-Romiguières
La rue Jean-Antoine-Romiguières (en occitan : carrièra Jean-Antoine-Romiguières) est une voie publique de Toulouse, chef-lieu de la région Occitanie, dans le Midi de la France. Elle se trouve à la limite des quartiers Arnaud-Bernard, au nord, et Capitole, au sud, tous deux dans le secteur 1 - Centre de la ville.

## Situation et accès

### Voies rencontrées
La rue Jean-Antoine-Romiguières rencontre les voies suivantes, dans l'ordre des numéros croissants (« g » indique que la rue se situe à gauche, « d » à droite) :
1. Rue Antoine-Deville (g)
2. Rue Pargaminières (d)
3. Rue de Mirepoix (d)
4. Rue des Lois (g)
5. Place du Capitole

## Odonymie

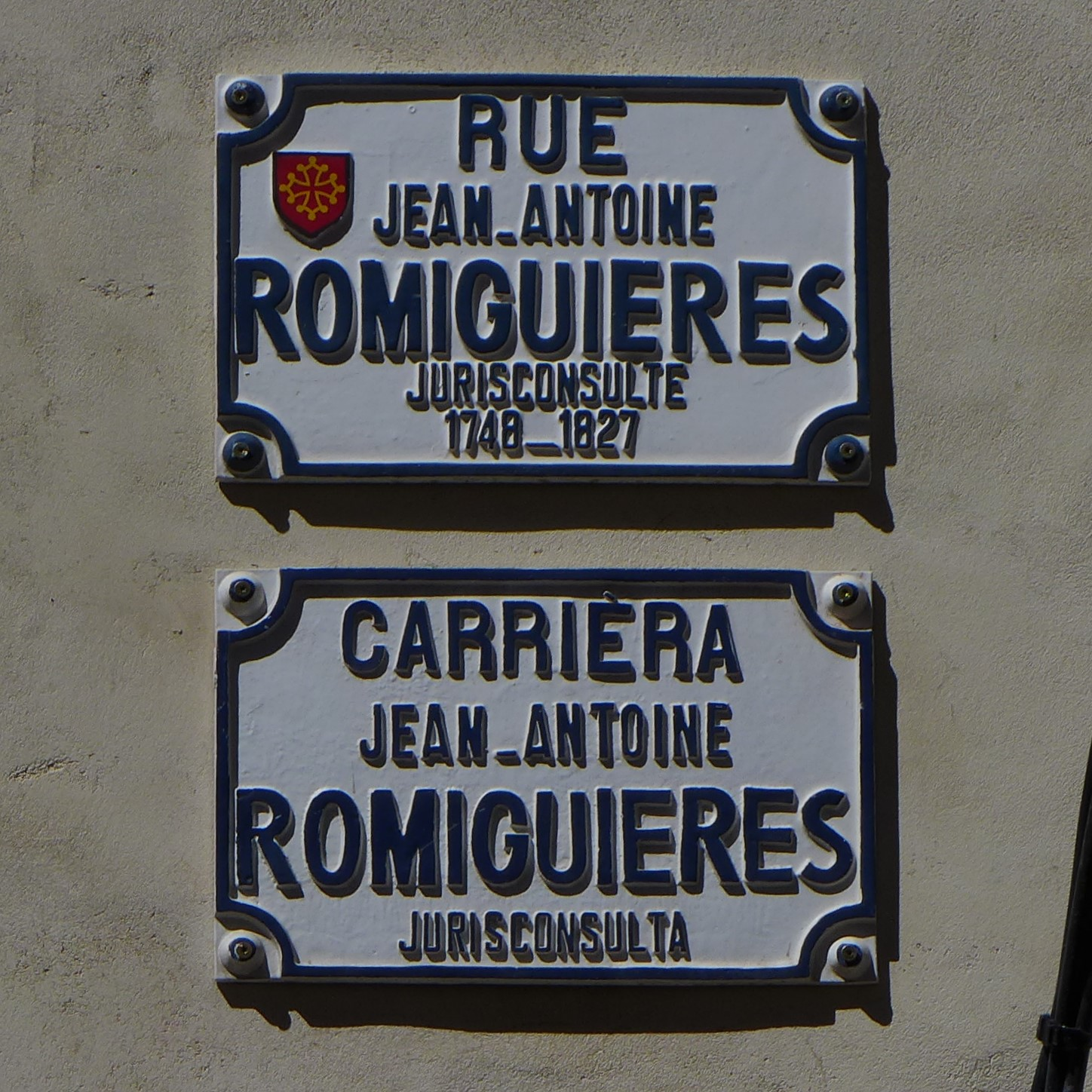
Plaques de rue en français et en occitan.

Le nom de la rue rend hommage à Jean-Antoine Romiguières (1748-1827). Né à Laguépie, il étudie le droit au collège de l'Esquile, puis à la faculté de droit. Il devient avocat au parlement en 1774 et épouse la même année Élisabeth Labordère. En 1789, il est membre de l'assemblée qui élit les députés des États généraux pour le tiers-état de la sénéchaussée de Toulouse. Membre du club des Jacobins, il est élu officier municipal en février 1790, puis président du conseil du département de Haute-Garonne en août de la même année. Il devient membre du tribunal du district de Toulouse. Mais pendant la Terreur, il est proscrit comme suspect et emprisonné pour ses opinions fédéralistes. En 1806, il est nommé au 3e siège du conseil général de Haute-Garonne et reste en place jusqu'à sa mort, le 13 août 1827,,. Il est le père de Jean-Dominique Romiguières (1775-1847), révolutionnaire, avocat en 1803 et procureur général en 1833, mais aussi député de la Haute-Garonne en 1815, nommé à la Chambre des pairs en 1841.
Au XIIIe siècle, la rue portait le nom de rue de l'Orme-Sec (carraria Olmi Siccae en latin médiéval). On la trouve également désignée comme la rue du Collège-de-Foix, comme une rue voisine, parce qu'elle longeait le mur sud de ce collège médiéval.

## Histoire

### Moyen Âge et période moderne
Au Moyen Âge, l'actuelle rue Jean-Antoine-Romiguières n'est qu'une partie du chemin qui longe le vieux rempart au nord de la cité romaine, entre le port Bidou (emplacement de l'actuelle place Saint-Pierre) et la Porterie, la porte nord de la cité. À partir du XIIe siècle, le développement d'un bourg autour de l'abbaye Saint-Sernin favorise l'urbanisation du quartier. Une rue s'organise entre la Porterie et les chemins qui en partent vers l'ouest et le port Bidou – la rue Pargaminières – et le nord-ouest – l'actuelle rue Antoine-Deville. Au croisement de ces rues se trouve une petite place, au centre duquel est planté un orme, qui donne son nom au quartier, l'Orme-Sec. 
La rue de l'Orme-Sec se trouve au cœur du « quartier latin » toulousain, à proximité des couvents des dominicains et des franciscains, où s'établit, à partir du XIIIe siècle, l'université. Dans la rue Pargaminières voisine sont les parcheminiers, qui fournissent l'université en parchemin. En 1457, un collège de boursiers, le collège de Foix, est établi sur la place de l'Orme-Sec par le cardinal Pierre de Foix, important prélat de la cour papale d'Avignon.
Les Dames de Fourquevaux s'établissent dans la rue.
Au XVIIIe siècle, la rue de l'Orme-Sec est une rue très animée. En particulier, elle voit plusieurs fois par semaine le départ et l'arrivée des diligences qui relient la ville à la Gascogne. 

### Époque contemporaine
Dans la première moitié du XIXe siècle, plusieurs institutions religieuses s'installent dans la rue de l'Orme-Sec. En 1808, c'est l'ancienne faculté de théologie, de l'autre côté de la place, qui est affectée au culte protestant et devient le premier temple de la ville (actuel no 70 rue Pargaminières). En 1817, le chanoine Maurice Garrigou achète les bâtiments de l'ancien collège de Foix pour y établir la communauté des religieuses de Notre-Dame de la Compassion, qu'il vient de fonder avec Jeanne-Marie Desclaux, afin de se consacrer à l'accueil et à l'enseignement des jeunes filles, mais aussi ouvrir un atelier de charité pour de jeunes ouvrières pauvres. En 1826, la Succursale de Maurice Garrigou et l'École Saint-Étienne de François-Adélaïde-Adolphe Lanneluc, vicaire général du diocèse, deux institutions qui se consacrent à la formation des prêtres, fusionnent pour devenir la Succursale du Petit séminaire et s'installent rue de l'Orme-Sec (actuels no 11-15), avant de se déplacer en 1897 dans l'ancien collège de l'Esquile, à la suite de la fusion avec le Petit séminaire décidée par l'archevêque François-Désiré Mathieu.
Surtout, au cours du XIXe siècle, la municipalité met en œuvre un vaste plan d'aménagement urbain, afin de favoriser la circulation et l'hygiène dans les rues de la ville. Au milieu du siècle, la vieille rue de l'Orme-Sec est ainsi complètement transformée par l'aménagement de la place du Capitole, sur les plans de l'architecte de la ville, Jacques-Pascal Virebent. Son projet prévoit la création d'une rue nouvelle, large de 9 mètres, à l'alignement des façades du côté nord de la place, jusqu'au carrefour des rues Deville et Pargaminières, mais il implique aussi la démolition de la plupart des immeubles et leur reconstruction à l'alignement. Les travaux débutent en 1850 pour la nouvelle rue, rebaptisée du nom de Romiguières l'année suivante. À l'angle de la place du Capitole, le premier immeuble est achevé en 1856 (actuel no 21). Un nouvel immeuble est construit à l'angle de la rue des Lois, dans un style similaire (actuel no 8-10), pour accueillir un hôtel, tenu par Mme Étienne. Dans le même temps, le couvent Notre-Dame de la Compassion est amputé d'une partie de ses terrains et un nouveau bâtiment est construit sur les rues Deville et Romiguières. Les constructions se poursuivent cependant, tel l'immeuble construit pour MM. Ricardie et Jouanolo par l'architecte Achille Ambialet (actuel no 6) en 1857. Sur le côté sud de la rue, un nouvel immeuble est élevé au-devant des bâtiments de la Succursale du Petit séminaire par Auguste Villeneuve en 1861 (actuels no 11-15). L'aménagement de la rue Romiguières semble terminé en 1868 avec la construction d'un immeuble par l'architecte Frédéric Delor (actuel no 3).
Dans la première moitié du XXe siècle, la rue Romiguières reste une des rues importantes de la ville. Elle compte plusieurs cafés et bars et un hôtel, le Grand Balcon (actuel no 2), que fréquentent les pionniers de l'Aéropostale : Antoine de Saint-Exupéry, qui a sa chambre au no 32 (au 2e étage face à la place du Capitole), Jean Mermoz, qui a sa chambre au no 20, mais aussi Henri Guillaumet, Paul Vachet... On trouve également de nombreux commerces variés – boutiques de vêtements, de philatélie, magasin de meubles. Parmi les plus remarquables se remarquent, le tailleur-couturier Soulery (actuel no 10), le facteur de piano Gautié (actuel no 9) et l'Imprimerie toulousaine de la famille Lion, qui s'installe dans la rue Romiguières en 1920 (actuel no 2).
Durant la Seconde Guerre mondiale, l'imprimerie Lion est d'ailleurs le lieu d'un tragique événement. À cette date, Raoul Lion a repris l'imprimerie paternelle, tandis que son frère, Henri, a fondé la sienne au no 23 rue Croix-Baragnon. Proches des milieux anarchistes et libertaires, Henri et Raoul impriment affiches, tracts et journaux du mouvement libertaire et anarcho-syndicaliste. Dès 1940, ils s'engagent dans la Résistance, leurs ateliers imprimant des tracts, des journaux de mouvements politiques et syndicaux clandestins ou de la Résistance (L'Humanité, Combat, Libérer et Fédérer, Le Populaire du Sud-Ouest, Libération-Sud, Le Patriote, Avant-garde, Armée Juive, ...) et fournissent de faux papiers aux personnes recherchées par les autorités. Mais le 4 février 1944, la Gestapo investit les deux imprimeries de la rue Croix-Baragnon et de la rue Romiguières. Henri Lion, Raoul et son fils, Jean-Louis, mais aussi leurs ouvriers et leurs ouvrières, ainsi que des personnalités importantes de la Résistance toulousaine, tels Maurice Fonvieille et Raymond Naves, sont arrêtés. Ils sont détenus à la prison Saint-Michel, puis déportés en Allemagne au camp de concentration de Mauthausen : Henri est assassiné au château de Hartheim le 21 septembre 1944, neuf jours après son frère Raoul, mort au camp annexe d'Ebensee, tandis que Jean-Louis disparaît au début de l'année 1945,. 
En juillet 2015, la circulation automobile est limitée par l'installation de bornes à l'entrée de la rue Pargaminières.

## Patrimoine et lieux d'intérêt
- no  2 : collège de Foix (1457) ; couvent Notre-Dame de la Compassion ; maison de retraite et foyer d'étudiants.  Inscrit MH (1925, le bâtiment dit collège de Foix) et  Inscrit MH (2003, les bâtiments du collège en totalité, à l'exception du petit bâtiment placé en rive du mur de clôture au nord-ouest, ainsi que les sols, cours, circulations et jardins)[20],[21].

- no  2 bis : immeuble ; Imprimerie toulousaine Lion. 
L'immeuble est construit après 1850, selon le nouvel alignement de la rue Romiguières. La façade sur la rue est d'un style néo-classique particulièrement sobre. Les étages sont séparés par un double cordon dont un passe au niveau des appuis des fenêtres et l'autre au niveau du garde-corps en fonte[22]. En 1920, l'Imprimerie toulousaine Lion, fondée au no 39 rue Peyrolières par J. Lion, s'installe dans cet immeuble. Il y travaille avec ses deux fils, Raoul et Henri Lion. L'imprimerie est par la suite reprise par Raoul, tandis que Henri s'installe au no 23 rue Croix-Baragnon. L'imprimerie subsiste après la guerre.

- no  8-10 : hôtel du Grand Balcon.  Inscrit MH (1999, façades et toitures, grand hall, escalier, réception et chambre no 32)[23]. 
L'immeuble s'élève à l'angle de la rue des Lois. Il est construit entre 1850 et 1856, respectant les projets de d'aménagement de la place du Capitole, sur les plans de l'architecte Jacques-Pascal Virebent. Il accueille déjà un hôtel, tenu par Mme Étienne, qui devient l'hôtel du Grand Balcon en 1891. À partir de 1925, il est fréquenté par les pilotes de l'Aéropostale – Antoine de Saint-Exupéry, Jean Mermoz, Henri Guillaumet. La chambre 32, celle de Saint-Exupéry, a conservé son aspect[24].

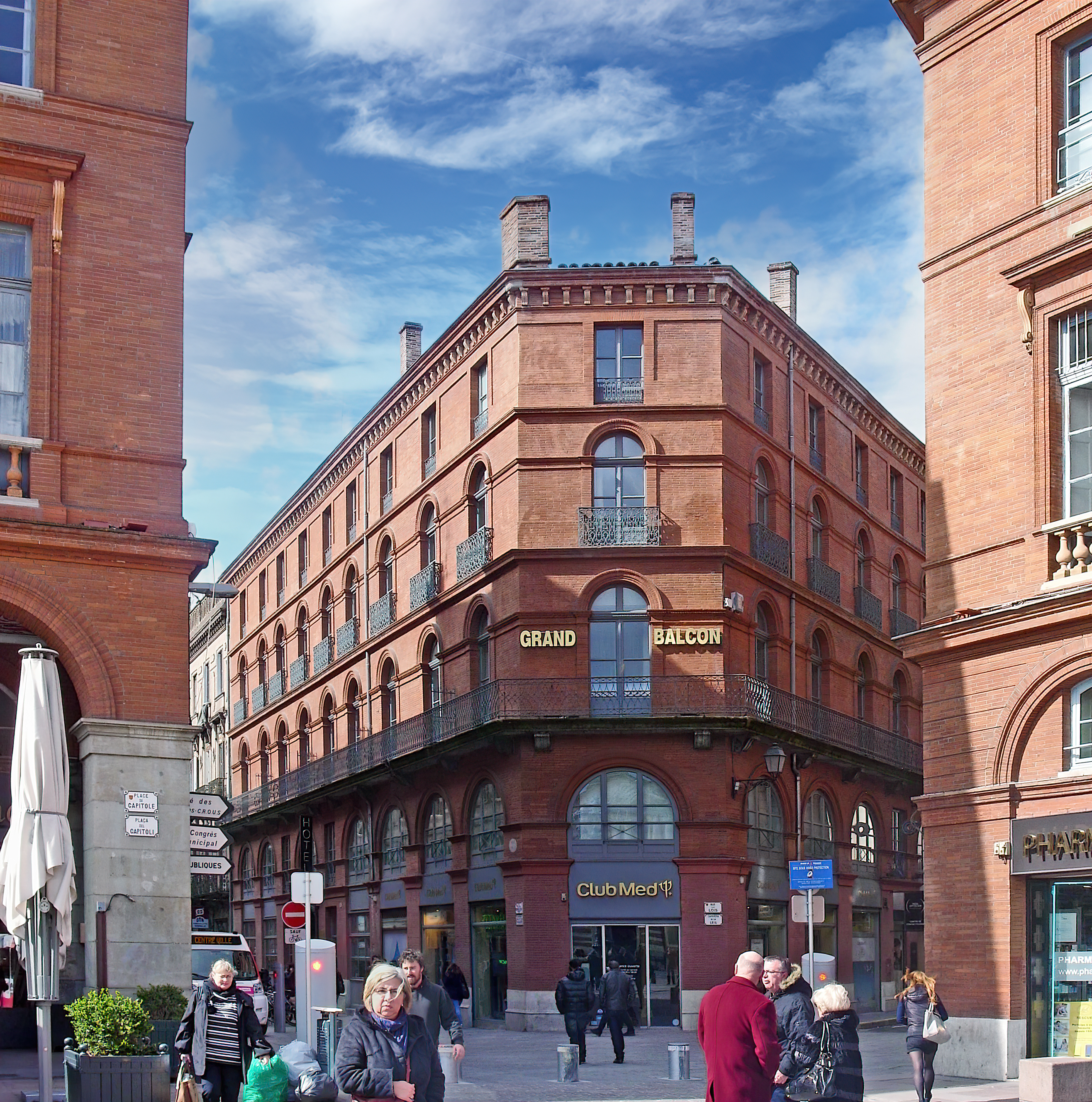
no 8-10 : l'hôtel du Grand Balcon vu de la place du Capitole.
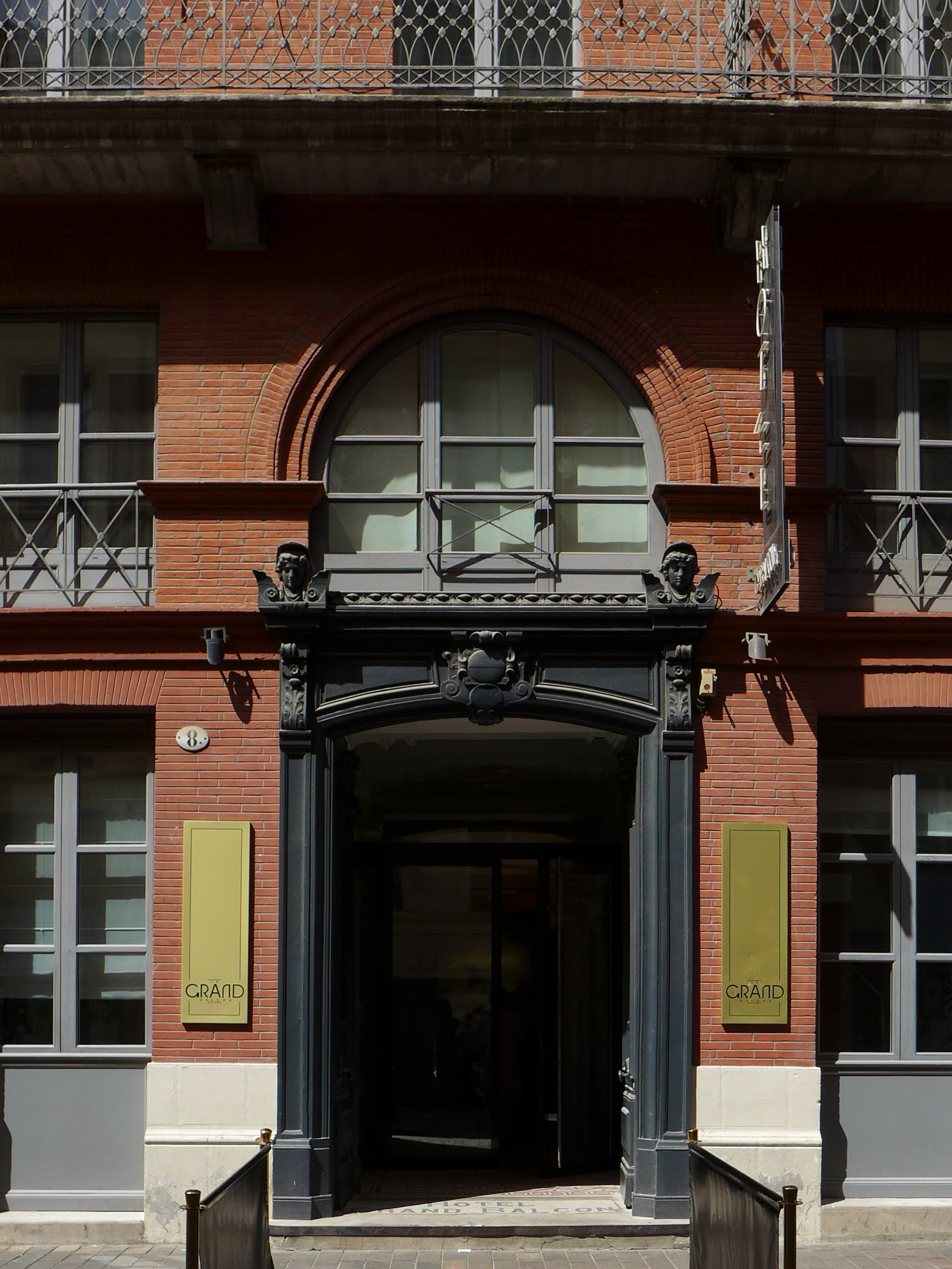
no 8-10 : l'entrée rue Romiguières.

- no  11-15 : petit séminaire ; immeuble (1861)[25].

- no  21 : immeuble. 
L'immeuble s'élève à l'angle de la place du Capitole. Il est construit entre 1850 et 1856, sur les plans de l'architecte Jacques-Pascal Virebent, responsable de l'aménagement de la place. Sur la rue Romiguières, l'élévation, de style néo-classique, est semblable à celle de la façade principale, sur la place. Le rez-de-chaussée et l'entresol sont réunis par de grandes arcades de boutiques en plein-cintre, séparées par des piliers en pierre. Les étages sont séparés par des cordons moulurés et percés de fenêtres rectangulaires. Celles du 1er étage sont dotées de faux garde-corps à balustres et surmontées de corniches moulurées, soutenues par des consoles ornées de motifs végétaux[26].